# Northfield, Ohio
Northfield là một làng thuộc quận Summit, tiểu bang Ohio, Hoa Kỳ. Năm 2010, dân số của làng này là 3677 người.

## Dân số
- Dân số năm 2000: 3827 người.
- Dân số năm 2010: 3677 người.